# Blanca de los Ríos
Blanca de los Ríos y Nostench (Siviglia, 15 agosto 1859 – Madrid, 13 aprile 1956) è stata una scrittrice e critica letteraria spagnola.

## Biografia
Nata in una famiglia agiata a Siviglia, suo zio era José Amador de los Ríos. Il matrimonio con l'architetto, archeologo e docente universitario Vicente Lampérez y Romea le aprì le porte degli ambienti culturali di Madrid. Pubblicò il suo primo romanzo, Margarita (1978), appena sedicenne e, prima dei trent'anni, aveva scritto anche la raccolta di poesia Los funerales del César (1880), Esperanzas y recuerdos (1881), El romancero de Don Jaime El Conquistador e La novia del marinero (1886). All'inizio della sua carriera aveva adottato il nom de plume "Carolina del Boss" (un anagramma del proprio nome), ma abbandonò presto questo escamotage.
Scrisse diverse voci per l'Enciclopedia universal ilustrada europeo-americana e contribuì a numerose riviste e giornali, tra cui La Ilustración Española y Americana, El Imparcial, La Época, Nuevo Mundo, El Correo de la Moda, Madrid Cómico, Blanco y Negro, La Enseñanza Moderna ed El Álbum Ibero-Americano; nel 1919 fondò la rivista Raza Española, che diresse fino al 1930. Allieva di  Marcelino Menéndez Pelayo, in qualità di critica letteraria era particolarmente interessata alla condizione della donna e ai rapporti tra Spagna e America Latina. I suoi studi si concentrarono soprattutto su Tirso de Molina, Calderon de la Barca e Teresa d'Avila; fu grazie al suo lavoro d'archivio che il certificato di battesimo di Lope de Vega, ritenuto perduto in un incendio del 1790, fu finalmente ritrovato.
Nel 1916 le fu intitolata una strada a Siviglia, nel 1928 fu candidata al Premio Nobel per la letteratura e nel 1931 le fu conferita la Medalla al Mérito en el Trabajo.